# ستار (أيداهو)
ستار (بالإنجليزية: Star)‏ هي مدينة أمريكية تقع في ولاية أيداهو. ويبلغ عدد سكانها 5793 نسمة حسب إحصاء سنة 2010 م 5793.

## التركيبة السكانية
قام مكتب تعداد الولايات المتحدة بتحديد بيانات التركيبة السكانية لستار في تعداد الولايات المتحدة. في ما يلي، التركيبة السكانية حسب تعدادي 2000 و2010.

### تعداد عام 2000
بلغ عدد سكان ستار 1,795 نسمة بحسب تعداد عام 2000، وبلغ عدد الأسر 631 أسرة وعدد العائلات 485 عائلة مقيمة في المدينة. في حين سجلت الكثافة السكانية 2,092.5 نسمة لكل ميل مربع (807.9/كم2). وبلغ عدد الوحدات السكنية 681 وحدة بمتوسط كثافة قدره 793.9 نسمة لكل ميل مربع (306.5/كم2).
وتوزع التركيب العرقي للمدينة بنسبة 4.74% من عرقين مختلطين أو أكثر.
بلغ عدد الأسر 631 أسرة كانت نسبة 48.0% منها لديها أطفال تحت سن الثامنة عشر تعيش معهم، وبلغت نسبة الأزواج القاطنين مع بعضهم البعض 60.2% من أصل المجموع الكلي للأسر، ونسبة 11.7% من الأسر كان لديها معيلات من الإناث دون وجود شريك، وكانت نسبة 23.1% من غير العائلات. تألفت نسبة 16.8% من أصل جميع الأسر من أفراد ونسبة 4.1% كانوا يعيش معهم شخص وحيد يبلغ من العمر 65 عاماً فما فوق. وبلغ متوسط حجم الأسرة المعيشية 3.19، أما متوسط حجم العائلات فبلغ 2.82.
بلغ العمر الوسطي للسكان 28 عاماً. وكانت نسبة 33.2% من القاطنين تحت سن الثامنة عشر، وكانت نسبة 9.9% بين الثامنة عشر والأربعة وعشرون عاماً، ونسبة 36.4% كانت واقعةً في الفئة العمرية ما بين الخامسة والعشرين حتى الرابعة والأربعين عاماً، ونسبة 14.8% كانت ما بين الخامسة والأربعين حتى الرابعة والستين، ونسبة 5.7% كانت ضمن فئة الخامسة والستين عاماً فما فوق. يوجد لكل 100 أنثى 97.0 ذكر، ويوجد لكل 100 أنثى في الثامنة عشر من عمرها فما فوق 92.8 ذكر.
بلغ متوسط دخل الأسرة في المدينة 42,337 دولار، أما متوسط دخل العائلة فبلغ 46,458 دولار. وكان متوسط دخل الذكور 31,028 دولار مقابل 22,625 دولار للإناث. وسجل دخل الفرد الخاص بالمدينة 15,864 دولار. وكان من هؤلاء نسبة 10.7% تحت سن الثامنة عشر ونسبة 13.6% في الخامسة والستين من العمر وما فوق.

### تعداد عام 2010
بلغ عدد سكان ستار 5,793 نسمة بحسب تعداد عام 2010، وبلغ عدد الأسر 1,927 أسرة وعدد العائلات 1,551 عائلة مقيمة في المدينة. في حين سجلت الكثافة السكانية 995.4 نسمة لكل ميل مربع (384.3/كم2). وبلغ عدد الوحدات السكنية 2,098 وحدة بمتوسط كثافة قدره 360.5 لكل ميل مربع (139.2/كم2).
وتوزع التركيب العرقي للمدينة بنسبة 2.4% من عرقين مختلطين أو أكثر.
بلغ عدد الأسر 1,927 أسرة كانت نسبة 49.9% منها لديها أطفال تحت سن الثامنة عشر تعيش معهم، وبلغت نسبة الأزواج القاطنين مع بعضهم البعض 65.7% من أصل المجموع الكلي للأسر، ونسبة 10.5% من الأسر كان لديها معيلات من الإناث دون وجود شريك، بينما كانت نسبة 4.3% من الأسر لديها معيلون من الذكور دون وجود شريكة وكانت نسبة 19.5% من غير العائلات. تألفت نسبة 15.4% من أصل جميع الأسر من أفراد ونسبة 4.9% كانوا يعيش معهم شخص وحيد يبلغ من العمر 65 عاماً فما فوق. وبلغ متوسط حجم الأسرة المعيشية 3.33، أما متوسط حجم العائلات فبلغ 3.00.
بلغ العمر الوسطي للسكان 32.3 عاماً. وكانت نسبة 34.7% من القاطنين تحت سن الثامنة عشر، وكانت نسبة 5.1% بين الثامنة عشر والأربعة وعشرون عاماً، ونسبة 30.7% كانت واقعةً في الفئة العمرية ما بين الخامسة والعشرين حتى الرابعة والأربعين عاماً، ونسبة 21.4% كانت ما بين الخامسة والأربعين حتى الرابعة والستين، ونسبة 7.9% كانت ضمن فئة الخامسة والستين عاماً فما فوق. وتوزع التركيب الجنسي للسكان بنسبة 49.2% ذكور و50.8% إناث.